# پوژارواتس
پوژارواتس (واژهٔ صربی ـ کرواتی پُژار به معنای آتش ) (به صربی: Пожаревац) یا پاساروفچه شهری در استان زنتراصربین کشور صربستان است که جمعیت آن در سال ۲۰۰۶ میلادی ۴۱٫۶۵۰ نفر بوده‌است. این شهر که در اروپا به نام آلمانیِ پاساروویتس معروف است
این شهر در حدود ۶۰ کیلومتری جنوب شرقی بلگراد، در دشت حاصلخیزی در صربستان، در کنار دانوب قرار دارد. این شهر گاه در اشغال دولت عثمانی و گاه در اختیار صرب‌ها بود تا اینکه در ۱۲۳۰/ ۱۸۱۵ به صرب‌ها واگذار و جزو جمهوری فدرال یوگسلاوی شد. این شهر تجاری پررونقی محسوب می‌شود.

## نگارخانه

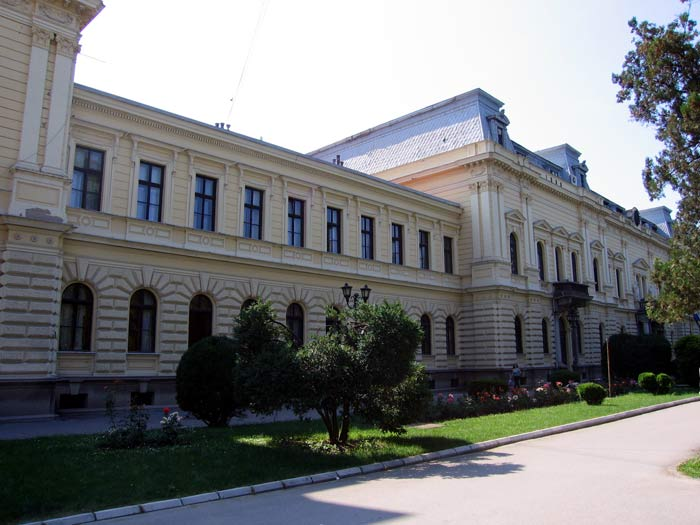
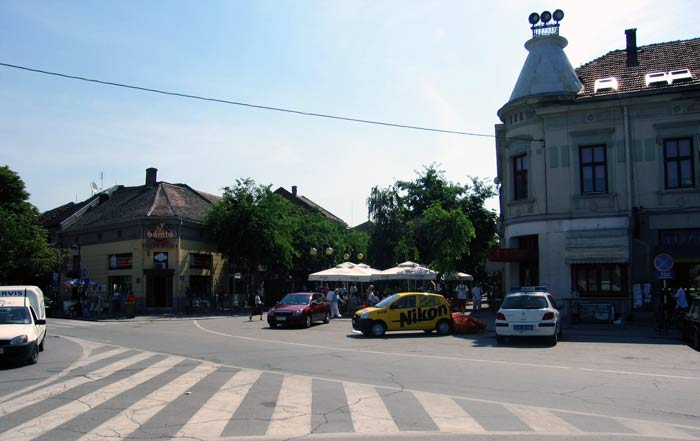
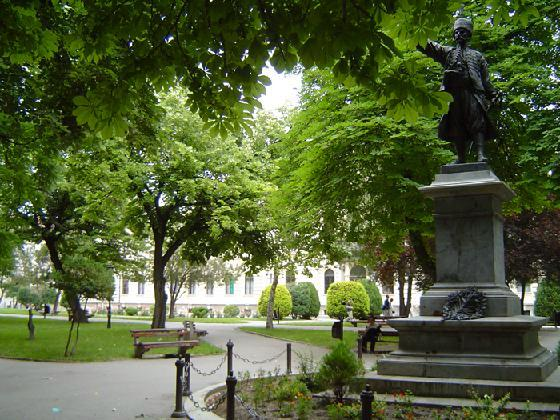
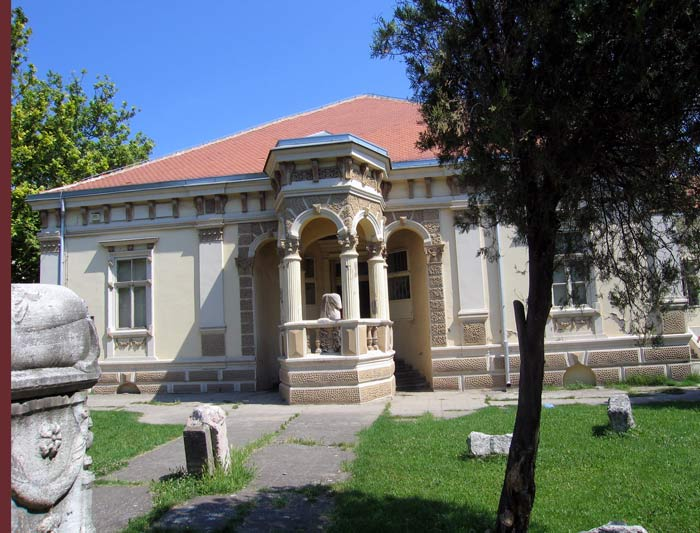
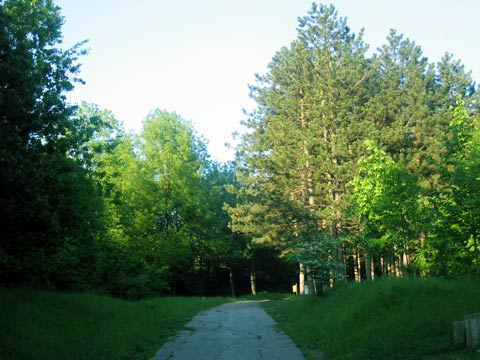
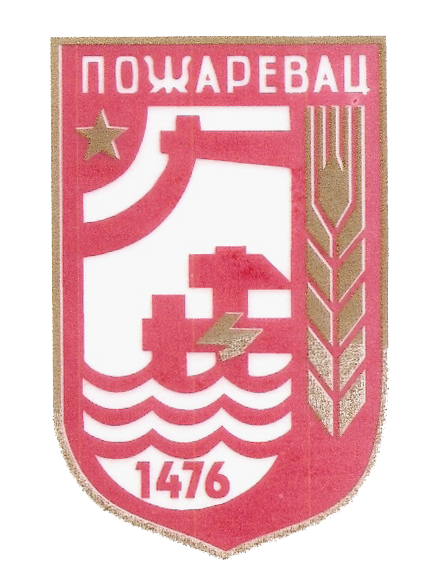